# Théorie de la médiation
 (décembre 2015).
La théorie de la Médiation (TdM), connue aussi sous le nom d'anthropologie clinique médiationniste, est un modèle d'analyse en sciences humaines.

## Histoire de la théorie
La TdM, qui propose une épistémologie générale des sciences humaines, a été créée et développée par Jean Gagnepain et ses élèves au cours des années 1960 et 1970, à Rennes. Sa rencontre avec Olivier Sabouraud, neurologue, l’a conduit à construire une anthropologie clinique qui, partant de l’observation des aphasies pour en déduire une théorie du langage, rend compte de l’ensemble des capacités humaines. Cette théorie est donc trans-disciplinaire ou plus exactement « in-disciplinée », comme l'énonce Jean Gagnepain.
Elle est principalement exposée par son auteur dans les trois tomes d’un traité d’épistémologie des sciences humaines intitulé Du vouloir dire, I, Du signe, de l’outil, II, De la personne, de la norme, III, Guérir l’homme, former l’homme, sauver l’homme (Bruxelles, De Boeck Université, 1993-1995). Les Leçons d’introduction à la théorie de la médiation (Louvain, Peeters, 1994) présentent de façon synthétique et didactique cette théorie complexe qui s’est transmise à l’oral essentiellement.
La TdM a connu ses premières ramifications en France par les professeurs Philippe Bruneau (archéologue) et Pierre-Yves Balut, archéologues à Paris IV-Sorbonne dans l'UFR d'Histoire de l'Art et d'Archéologie, et en Belgique à Louvain par Jacques Schotte, ainsi qu’aux États-Unis, par l’intermédiaire de Thomas Ewens, Professeur de philosophie (Rhode Island School of Design).

## Présentation générale des principaux concepts
La TdM s'est construite sur la confrontation de l'apport linguistique de Ferdinand de Saussure avec les pathologies du langage, en particulier les aphasies étudiées en collaboration avec Olivier Sabouraud. Leur observation permet non seulement de prolonger et préciser la conception saussurienne du signe mais oblige également, par contraste avec d'autres pathologies non spécifiques du langage (mais observables dans le langage), à le déconstruire pour le resituer dans l'ensemble des capacités anthropologiques (ou culturelles, c’est-à-dire non réductibles à une explication physique ou biologique).
Si l'héritage de Gagnepain est marqué par la phénoménologie allemande et le structuralisme saussurien, Freud et Marx y ont également un rôle décisif. En effet, pour la TdM, abstraction ou structure (Saussure), implicite (Freud) et dialectique (Marx) sont des caractéristiques essentielles de la raison humaine.

### Une anthropologie clinique
La théorie de la Médiation est également appelée anthropologie clinique, car elle prétend étudier ce qui spécifie l'homme en prenant constamment, comme points de résistance, les apports de la clinique : l'aphasie, l'atechnie (qui comprend l'apraxie idéatoire), la psychose et la névrose sont les principales pathologies étudiées. Il s'agit ici d'une "clinique expérimentale" élaborée, qui écarte l'empirisme. Elle est expérimentale au sens où elle est construite afin d’éprouver les hypothèses théoriques formulées par les chercheurs sur le fonctionnement du langage, et au-delà, de la production technique, de la communication et du désir.
Concernant le langage, « Si la recherche veut exploiter ce que les malades aphasiques peuvent nous apprendre sur le langage, elle ne doit pas considérer qu’elle le sait déjà. Les modèles doivent partir de la pathologie et non lui être imposés. Lorsque les faits observés en clinique permettent de séparer et d’opposer entre eux des groupes de malades, ces lignes de fractures ouvrent un accès à la recherche des constituants pour un modèle du langage. ». Si le modèle permet de formuler des hypothèses, la clinique en vérifie ou en infirme le bien-fondé.
Elle débouche sur une nosographie systématique des troubles. La clinique dans ce modèle est explicative des symptômes observables et s’articule, mais ne se confond pas, à une clinique thérapeutique dont l’objectif est de soigner, en répondant à la demande d’aide d’une personne. La méthode clinique adoptée par la TdM se trouve présente dans les travaux de Théodule Ribot qui, dès 1909, parlait de la clinique comme d’« une expérimentation de l’ordre le plus subtil ». Enfin, il s’agit d’une clinique autant neurologique que psychiatrique.

### Dissociation en quatre plans
La TdM est une tétralogie qui propose d’expliquer l’être humain de quatre points de vue distincts. Le langage n'est pas la seule spécificité humaine, même si, ayant fait l'objet des recherches les plus abouties scientifiquement, il est un lieu d'observation efficace pour analyser analogiquement les quatre plans de la rationalité modélisés par la TdM. Car si le langage est bien une manifestation proprement humaine, l'homme fait preuve d'autres capacités spécifiques qui ont conduit la TdM, contrainte par l'analyse des pathologies, à décomposer la rationalité en quatre plans, non hiérarchisés, qui se télescopent empiriquement et normalement : 
- La rationalité logique, qui spécifie la capacité de signe (le langage, la formulation, la représentation...), objet de la glossologie ;
- La rationalité technique, qui spécifie la capacité d'outil (le faire, la technique, le rapport médiatisé à l'objet matériel, à l'habitat, etc.), objet de l'ergologie ;
- La rationalité ethnique, qui spécifie la capacité de personne (l'être, la société, le rapport à l'autre...), objet de la sociologie.;
- La rationalité éthique, qui spécifie la capacité de norme (le vouloir, l'éthique et la morale, la maîtrise du désir...), objet de l'axiologie.

Il est essentiel de comprendre que les concepts de signe, outil, personne et norme ne renvoient pas à des réalités positives, mais à des processus psychiques implicites (on reconnaît sous cet implicite l'inconscient freudien, mais qui n'est plus limité au champ du langage).
Le langage lui-même, réalité tétramorphe, est à « déconstruire » ou dissocier, puisque si le signe rend capable de dire et concevoir le monde, la capacité à techniciser le langage produit de l’écriture (objet d’une ergolinguistique, qui étudie les fabrications observables dans le langage comme ailleurs), la capacité à le socialiser l’institue en langue, moyen de communication (objet d’une sociolinguistique qui étudie l’incidence des faits sociaux sur le langage comme ailleurs), et la capacité à le normer le fait expression ou discours (objet d’une axiolinguistique qui étudie les intention, valeur et vouloir observables dans le langage comme ailleurs).

### Médiation
La théorie tire son nom de l’hypothèse selon laquelle notre rapport au monde est médié. Chacun de ces processus est en effet abstrait ou à distance de ce qui est immédiatement saisissable, sur tous les plans (en référence à Henri Bergson). Le concept de médiation désigne ainsi cette capacité, spécifiquement humaine, d’analyse ou de « formalisation incorporée » (en l’homme). Le signe, l’outil, la personne et la norme en sont les médiateurs. L'homme est capable d'auto-formalisation c'est-à-dire qu'il structure implicitement le monde, non seulement par la médiation des mots mais aussi celle des outils, des positions sociales et des valeurs éthiques. Cette structuration est donc aussi bien grammaticale que technique (monde de l'art et du travail), ethnique (le monde socio-historique) et éthique (le monde du droit). Aucune n'étant plus prépondérante qu'une autre.

### Dialectique
Cette rationalité diffractée suppose d'accepter de penser que l'homme soit déterminé par des capacités culturelles proprement humaines par hypothèse mais qui sont corticalement conditionnées (Jean Gagnepain y insiste tout en argumentant fortement son hostilité au réductionnisme, à l'évolutionnisme et au positivisme). Mais nous partageons avec les autres animaux sur les quatre plans un fond "naturel". Pas de culture sans nature selon la TdM qui propose une « anthropobiologie » tout en concevant un seuil entre les deux registres : « La culture est profondément ancrée dans la nature qui nous permet l’accès. La culture n’est pas une réalité, mais la capacité que nous avons de contredire la nature qui nous est donnée (...) et dont nous faisons autre chose, autre chose que nous essayons désespérément de fonder. »
Pour Gagnepain à la suite de Marx, la dialectique est un fait culturel réellement constitutif de l'humain. L'hypothèse médiationniste consiste à soutenir qu'elle n'est spécifique ni à la logique et donc au signe, contrairement à Hegel, ni, contrairement à Marx, au champ de l'histoire et du social, mais se retrouve dans toutes les dimensions de l'humain et donc aussi dans celle de la réglementation du désir (distance par rapport à des pulsions immédiates) et dans l'activité outillée (distance par rapport à la biomécanique et au faire immédiat). Structuration implicite formelle et investissement en situation et en acte sont au fondement du fonctionnement humain.
Elle se présente quatre fois (sur tous les plans) selon trois modes simultanés : 
- un mode animal, préalable naturel, qui traite la configuration gestaltique du monde physique et biologique ;
- un mode mental culturel, qui structure implicitement et formellement le monde physique (appelé aussi instance) ;
- un mode de réinvestissement, performanciel, compromis entre les deux modes précédents.

Il s'agit donc d'une double contradiction ou négation : celle de l'appréhension immédiate et naturelle du monde par la structuration formelle ; celle de cette formalisation abstraite elle-même par son réinvestissement dans une conjoncture donnée qui tend à rejoindre le préalable naturel.

### Analogie
L'anthropologie clinique forme l'hypothèse que ces analyses, ou plans, sont analogiquement comparables mais indépendantes (scientifiquement et cliniquement dissociables).
Chaque plan peut être établi par analogie avec les trois autres : ainsi la distinction saussurienne des faces du signe (repensée par la TdM) ---- (signifiant/signifié) ---- trouve son équivalent analogique au plan de l'outil ---- (fabriquant/fabriqué) ----, au plan de la personne ---- (instituant/institué) ---- et au plan de la norme ---- (réglementant/réglementé). Ainsi également la biaxialité (axe de la différenciation qualitative et du classement ou taxinomie / axe de la segmentation quantitative ou générativité) attestée par l'étude des deux principaux types d'Aphasie (l'aphasie de Broca et l'aphasie de Wernicke), se retrouve-t-elle analogiquement dans les quatre plans.
Chacun des quatre déterminismes de l'humain doit être analysé dans sa cohérence interne. Cependant, chacun de ces plans est constamment influencé par les trois autres et exerce une influence sur eux dans le fonctionnement ordinaire de la raison, à tel point que seul le recours à l'étude des pathologies permet d'en attester l'existence autonome. C'est également ce recours à l'étude des pathologies qui donne sa légitimité et sa vigueur heuristique à la construction du modèle par analogie : si "la raison humaine est une dans son principe", tout élément nouveau que l'on peut apporter au modèle dans l'un des quatre plans devrait pouvoir être recherché, vérifié ou invalidé par expérimentation clinique dans chacun des trois autres plans.

### Revues
La TDM fait l'objet de plusieurs revues universitaires : Tétralogiques (Rennes), Anthropo-Logiques (Louvain-la-Neuve) et Ramage (Paris Sorbonne).